# Antroponimia
L'antroponimia è un ramo dell'onomastica che riguarda lo studio degli antroponimi, ossia dei nomi propri attribuiti alle persone.
L'antroponimia si occupa quindi di prenomi, cognomi (sia di clan che di famiglie), soprannomi, patronimici, etnonimi, pseudonimi e di tutte le altre forme di antroponimi.